# پولینو
پولینو (به ایتالیایی: Polino) یک شهرک و کومونه در ایتالیا است که در استان ترانی واقع شده‌است.

## خصوصیات
پولینو ۱۹٫۵ کیلومترمربع مساحت و ۲۷۵ نفر جمعیت دارد و ۸۳۶ متر بالاتر از سطح دریا واقع شده‌است.